# Hrabstwo Lincoln (Kolorado)

Piramida wieku hrabstwa

Hrabstwo Lincoln (ang. Lincoln County) – hrabstwo w stanie Kolorado w Stanach Zjednoczonych.

## Geografia
Według spisu z 2000 roku obszar całkowity hrabstwa obejmuje powierzchnię 2586,39 mili2 (6698,72 km²), z czego  2586,09 mili2 (6697,94 km²) stanowią lądy, a 0,30 mili2 (0,78 km²) stanowią wody. Według szacunków United States Census Bureau w roku 2012 miało 5453 mieszkańców. Jego siedzibą administracyjną jest Hugo.

### Miasta
- Arriba
- Genoa
- Hugo
- Limon